# Tephrocactus aoracanthus
Tephrocactus aoracanthus är en kaktusväxtart som först beskrevs av Lem., och fick sitt nu gällande namn av Lem.. Tephrocactus aoracanthus ingår i släktet Tephrocactus och familjen kaktusväxter. Inga underarter finns listade i Catalogue of Life.

## Bildgalleri

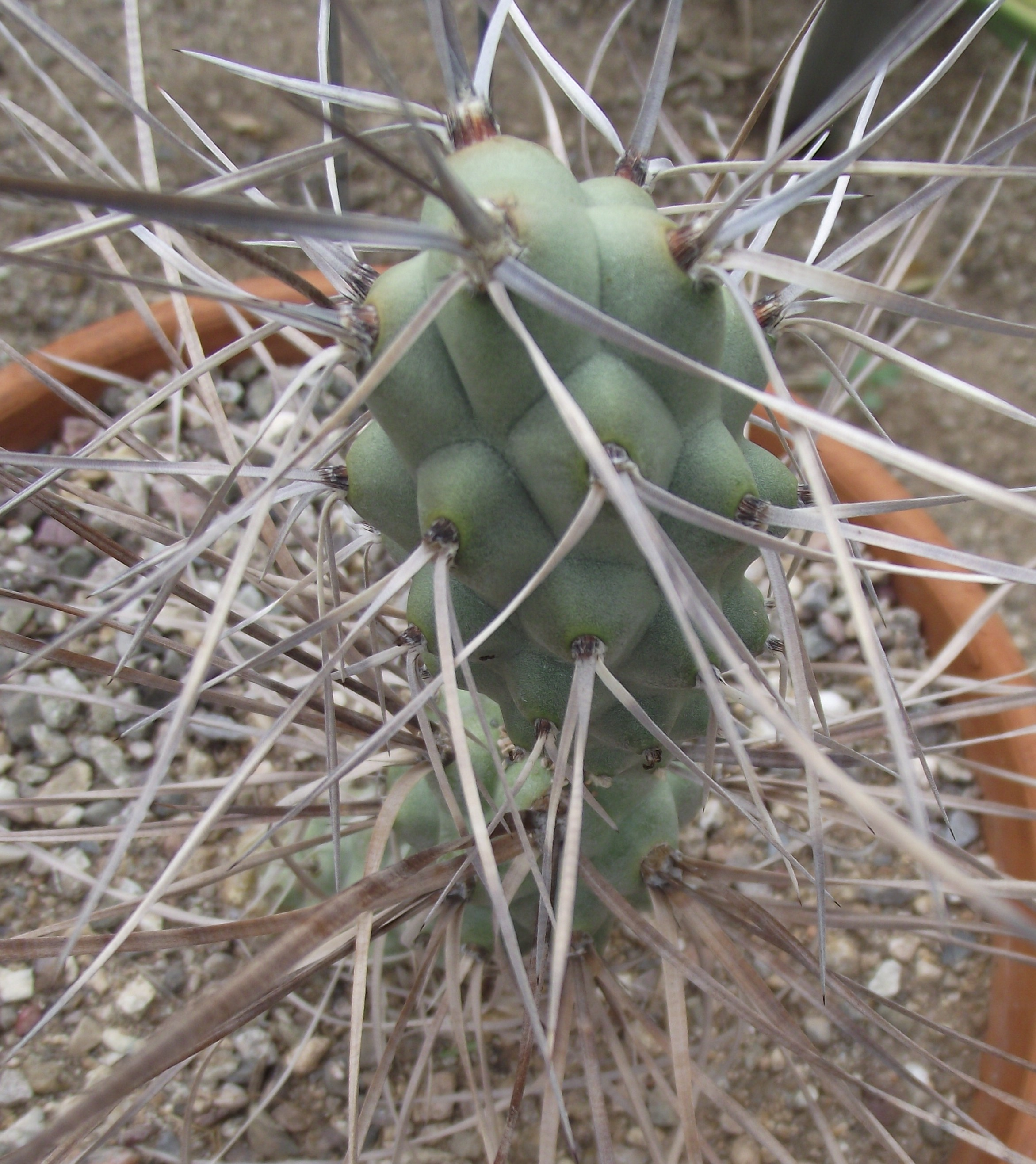